# 大姐 (妓院)

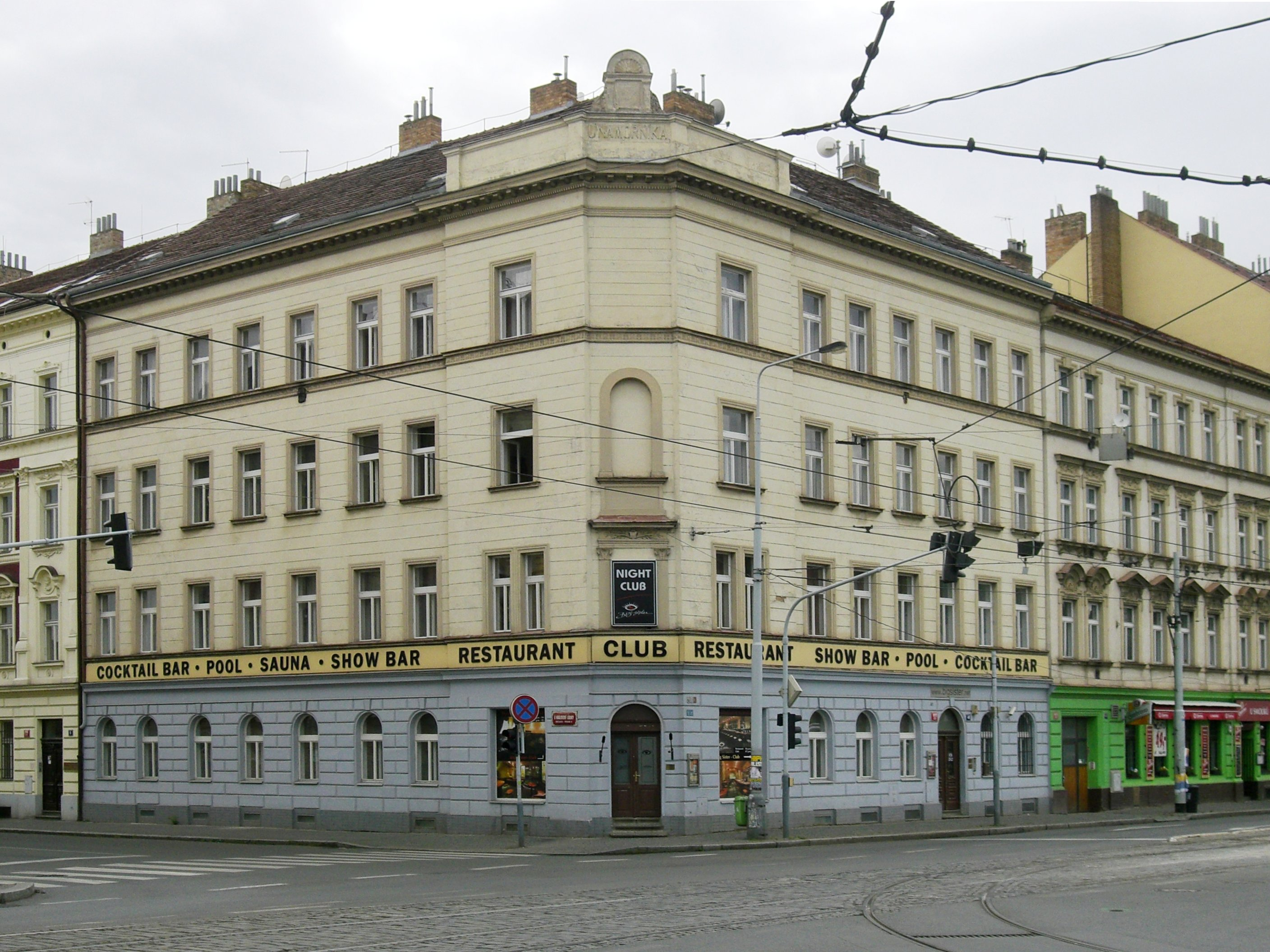
大姐妓院建筑

大姐（Big Sister）是一个妓院和付费偷窥的地点，位于捷克首都布拉格的Smíchov区，Nádražní街46号 50°03′45.57″N 14°24′34.05″E / 50.0626583°N 14.4094583°E。该妓院的主要收入来源是互联网用户的订阅费，以及销售DVD，因此在这个妓院，顾客免费使用妓女的服务。
该妓院在2004年开业，2005年开始互联网业务，至2010年閉院。